# Capitoli di Chainsaw Man
Questa è la lista dei capitoli di Chainsaw Man, manga di Tatsuki Fujimoto serializzato sulla rivista Weekly Shōnen Jump di Shūeisha dal 3 dicembre 2018 al 14 dicembre 2020. La seconda parte ha iniziato la serializzazione il 13 luglio 2022 sulla rivista digitale Shōnen Jump+. In occasione del Lucca Comics del 2019, Planet Manga ha annunciato l'acquisizione dei diritti per la pubblicazione italiana, che è iniziata il 22 ottobre 2020.

## Prima stagione
| Nº | Titolo italiano Giapponese 「Kanji」 - Rōmaji | Data di prima pubblicazione            | Data di prima pubblicazione |
| Nº | Titolo italiano Giapponese 「Kanji」 - Rōmaji | Giapponese                             | Italiano |
| 1  | Cane e motosega 「犬とチェンソー」 - Inu to chensō | 4 marzo 2019 ISBN 978-4-08-881780-4    | 22 ottobre 2020 ISBN 978-88-912-9608-5 (ed. regolare) ISBN 978-88-912-9610-8 (ed. variant) ISBN 978-88-287-2256-4 (ed. limitata) |
| 1  | Capitoli - 1. Cane e motosega (犬とチェンソー?, Inu to chensō) - 2. Dov'è Pochita (ポチタの行方?, Pochita no yukue) - 3. Arrivo a Tokyo (東京到着?, Tōkyō tōchaku) - 4. Power (力パワー?, Pawā) - 5. Il modo per palpare il seno (胸を揉む方法?, Mune o momu hōhō) - 6. Asservimento (使役?, Shieki) - 7. Dov'è Nyako (ニャーコの行方?, Nyāko no yukue) |                                        | |
| 1  | Trama Denji è un giovane intrappolato nella povertà, che paga il debito del padre defunto con la yakuza lavorando come cacciatore di diavoli, aiutato da Pochita, il suo compagno canino nonché Diavolo Motosega. Denji viene tradito dalla yakuza, che lo uccide per un contratto con il Diavolo Zombie. Pochita, a sua volta, fa un contratto con Denji, fondendosi con lui come un ibrido umano-diavolo, a condizione che Denji gli mostri i suoi sogni. Denji massacra la yakuza e viene avvicinato da una squadra di cacciatori di diavoli, la Divisione di Pubblica Sicurezza, guidata da Makima, che lo convince a unirsi ai loro ranghi. Denji diventa cosi il partner di Power, la Majin Sangue, e Aki Hayakawa, un Devil Hunter con tendenze autodistruttive. Denji fa squadra con Power per pattugliare la città e lei gli rivela che il suo gatto Nyako è stato rapito da un diavolo e che Makima l'ha reclutata prima che potesse salvarlo. Denji accetta quindi di salvare il suo gatto in cambio che Power gli permetta di toccarle il seno, ma la Majin lo inganna consegnando Denji al Diavolo Pipistrello che, invece di restituirle il gatto, divora l’animale e Power stessa. Denji si trasforma cosi in Chainsaw Man per ucciderlo. |                                        | |
| 2  | Motosega VS Pipistrello 「チェンソーVSコウモリ」 - Chensō VS kōmori | 2 maggio 2019 ISBN 978-4-08-881831-3   | 17 dicembre 2020 ISBN 978-88-912-9609-2                                                                                          |
| 2  | Capitoli - 8. Motosega VS Pipistrello (チェンソーVSコウモリ?, Chensō VS kōmori) - 9. Salvataggio (救出?, Kyūshutsu) - 10. Kon (コン?, Kon) - 11. Compromesso (妥協?, Dakyō) - 12. Palpata (揉む?, Momu) - 13. Il diavolo-pistola (銃の悪魔?, Jū no akuma) - 14. Bacio erotico (エロキス?, Ero Kisu) - 15. Endless 8th floor (エンドレス8階?, Endoresu 8-kai) - 16. Il sapore della prima volta (はじめての味?, Hajimete no aji) |                                        | |
| 2  | Trama Denji riesce ad eliminare il Diavolo Pipistrello, scatenando l’ira del Diavolo Sanguisuga, la sua fidanzata, che lo attacca ma mentre sta per essere mangiato, Aki arriva e usa il Diavolo Volpe con cui ha stretto un patto per mangiare Sanguisuga e salvare Denji. Makima promette a Denji qualsiasi favore, a patto che uccida il Diavolo Pistola, autore del più grande massacro della storia umana, tra cui la morte della famiglia di Aki, e di cui la Pubblica Sicurezza sta rinvenendo pezzi di carne per individuarne la posizione. Usando un pezzo del diavolo leggermente magnetizzato su altri frammenti, la Pubblica Sicurezza scopre così un diavolo nascosto in un hotel e invia la squadra di Aki - composta da Denji, Power, la partner di lunga data di Aki Himeno, la timida Kobeni e il testardo Arai - per neutralizzarlo. Power uccide all’istante un diavolo minore, convinta che si tratti del diavolo che deve essere eliminato ma, giunta all'ottavo piano, la squadra si rende conto di essere intrappolata all’interno del piano in quanto le scale, sia in salita che in discesa, portano sempre all’ottavo piano e dietro le finestre delle stanze vi sono ulteriori stanze che riconducono all’ottavo piano. Non sapendo cosa fare, gli agenti si fermano in una delle stanze per cercare di pensare a una via d'uscita ma Aki rivela di aver individuato il diavolo che li sta intrappolando. |                                        | |
| 3  | Uccidete Denji 「デンジを殺せ」 - Denji o korose | 2 agosto 2019 ISBN 978-4-08-882016-3   | 11 febbraio 2021 ISBN 978-88-912-9815-7                                                                                          |
| 3  | Capitoli - 17. Uccidete Denji (デンジを殺せ?, Denji o korose) - 18. Motosega VS Eternità (チェンソーVS永遠,?, Chensō VS eien) - 19. Premio Nobel (ノーベル賞?, Nōberu-shō) - 20. Bevuta (飲み?, Nomi) - 21. Il sapore del bacio (キスのお味?, Kisu no oaji) - 22. Chupa Chups gusto cola (チュッパチャプス コーラ味?, Chuppa chapusu Kōra aji) - 23. Spari (銃声?, Jūsei) - 24. Maledizione (呪い?, Noroi) - 25. Fantasma - serpente - motosega (ゴースト・ヘビ・チェンソー?, Gōsuto・hebi・chensō) |                                        | |
| 3  | Trama I cacciatori cercano di scappare, ma Aki nota che sono stati tagliati fuori dal mondo esterno, dato che non è in grado di richiamare il Diavolo Volpe. La mostruosa massa di carne conosciuta come il Diavolo Eternità offre loro la libertà se gli daranno da mangiare il cuore di Denji. A quel punto, una disperata Kobeni attacca Denji ma Himeno e Aki lo difendono, ritenendo la morte di Denji vantaggiosa per il diavolo. Il tempo passa e mentre la paura di Kobeni e Arai continua a crescere, il diavolo diventa ancora più grande ed inclina la superficie. Aki vorrebbe utilizzare la katana che gli accorcerebbe la vita per eliminare il diavolo ma Himeno si oppone, portandola a ricordare la morte di tutti i suoi partner precedenti, motivo per cui desidera che Aki non muoia. Denji salta quindi verso la bocca del Diavolo Eternità, pronto a farne a pezzi le viscere, ed Himeno, sorpresa di vedere che Denji può trasformarsi in un diavolo, riconosce in lui la possibilità di uccidere il Diavolo Pistola. Dopo tre giorni di lotta, Denji abbatte finalmente Eternità, che offre il suo cuore per porre fine alle sue sofferenze. Tempo dopo, il gruppo di cacciatori di diavoli è in un ristorante e Himeno, ubriaca, bacia Denji, ma subito dopo gli vomita in bocca. Denji sviene, quindi Himeno lo porta nel suo appartamento dove, ancora ubriaca, si offre di fare sesso con lui. Denji accetta ma all'ultimo trova un lecca-lecca che Makima gli aveva regalato e declina. Il giorno successivo, tutti i membri della Divisione Speciale, inclusa Makima, vengono attaccati dagli scagnozzi del Diavolo Pistola, che uccidono quasi tutti. Nello stesso momento Denji, Power, Himeno e Aki sono in un ristorante a mangiare, quando un uomo, seduto al tavolo accanto, si rivolge a Denji rivelando di essere il nipote dell boss yakuza con cui il ragazzo aveva il debito, prima di sparargli alla testa e colpire anche Himeno. L’uomo svela così di essere anch’egli un diavolo ibrido come Denji, potendo far spuntare dagli arti e dalla testa delle katana. Aki lo affronta con la sua katana, che è in realtà un chiodo del Diavolo Maledizione, con cui Aki ha stretto un patto, che gli permette di uccidere chiunque venga punto dopo 3 volte, accorciandogli però la vita. Aki riesce presumibilmente ad uccidere l’uomo, ma una ragazza di nome Sawatari si avvicina e lo riporta in piedi, e Samurai Sword abbatte Aki con un colpo solo. Colpita a morte, Himeno decide di dare tutta se stessa al suo Diavolo Fantasma per utilizzare il suo intero corpo per combattere Samurai Sword, ma Sawatari usa il suo Diavolo Serpente per inghiottire la testa del diavolo della donna, alla quale cominciano ad essere strappati gli arti. Negli ultimi momenti di vita di Himeno, il suo diavolo riesce però a tirare la corda di Denji, trasformandolo in Chainsaw Man, mentre della donna non resta più nulla se non le sue vesti. |                                        | |
| 4  | Pistola è potente 「銃は強し」 - Jū wa tsuyoshi | 4 ottobre 2019 ISBN 978-4-08-882075-0  | 15 aprile 2021 ISBN 978-88-912-9890-4                                                                                            |
| 4  | Capitoli - 26. Pistola è potente (銃は強し?, Jū wa tsuyoshi) - 27. Da Kyoto (京都より?, Kyōto yori) - 28. Segreti e bugie (秘密と嘘?, Himitsu to uso) - 29. 100 e lode (100点満点?, 100-ten manten) - 30. Sempre più a pezzi (もっとボロボロ?, Motto boroboro) - 31. Il futuro è il massimo (未来最高?, Mirai saikō) - 32. Ripeti e ripeti (繰り返し繰り返し?, Kurikaeshi kurikaeshi) - 33. Via alla missione (作戦開始?, Sakusen kaishi) - 34. Tutti riuniti (全員集合?, Zenin shūgō) |                                        | |
| 4  | Trama Denji affronta Samurai Sword ma quest’ultimo riesce a tranciarlo a metà, ponendo fine al combattimento. Nel frattempo Makima, che è inspiegabilmente sopravvissuta all’attentato, uccide gli uomini che le avevano sparato in precedenza e, scesa dal treno sul quale viaggiava, chiede agli agenti di Kyoto che le vengano portati 30 detenuti condannati all’ergastolo o a una pena superiore e di spostarsi su un tempio shintoista, dove usa la loro vita per schiacciare uno ad uno gli scagnozzi del Diavolo Pistola, lasciando in vita solo Sawatari e Samurai Sword. I due cercano di catturare Denji, ma Kobeni, sopravvissuta all’attentato grazie al sacrificio di Arai, riesce ad impedirglielo. Tornata a Tokyo, Makima incontra Madoka, un sopravvissuto della 4ª divisione che le consegna un messaggio dai vertici e poi rassegna le dimissioni. Per eguagliare i nemici, Denji e Power vengono addestrati da Kishibe, un esperto cacciatore di diavoli che diffida di Makima, mentre Aki, in lutto per Himeno, fa un patto con il Diavolo Futuro, il quale, prevedendo per lui una "morte orribile", gli offre la sua abilità di vedere pochi secondi nel futuro in cambio di nascondersi dietro il suo occhio destro. Kishibe spiega a Denji e Power che la loro nuova missione sarà quella di catturare Samurai Sword e Sawatari, ma se falliscono, dovrà ucciderli per davvero. Questi ultimi preparano le loro difese contro l'imminente attacco della rinnovata Divisione Speciale 4 che può contare di Denji, Power, Aki e, in aggiunta, il Majin Squalo, il Majin Violenza, il Diavolo Ragno e il Diavolo Angelo, mantenendo un gran numero di zombi al piano inferiore dell'edificio in cui si trovano. |                                        | |
| 5  | Minorenne 「末成年」 - Miseinen | 4 gennaio 2020 ISBN 978-4-08-882171-9  | 24 giugno 2021 ISBN 978-88-287-6021-4                                                                                            |
| 5  | Capitoli - 35. Minorenne (末成年?, Miseinen) - 36. Katana VS Motosega (日本刀VSチェンソー?, Nihontō VS chensō) - 37. Treno - Testa - Motosega (電車・頭・チェンソー?, Densha・atama・chensō) - 38. Vendetta in allegria! (気楽に復讐を!?, Kiraku ni fukushū o!) - 39. Piangerò di certo (きっと泣く?, Kitto naku) - 40. Amore - Fiori - Motoseghe (恋・花・チェンソー?, Koi・hana・chensō) - 41. Prima della tempesta (嵐の前?, Arashi no mae) - 42. Insegnami a nuotare (泳ぎ方を教えて?, Oyogikata o oshiete) - 43. Jane si è addormentata in chiesa (ジェーンは教会で眠った?, Jēn wa kyōkai de nemutta) |                                        | |
| 5  | Trama Mentre Power e gli altri diavoli legati alla Divisione eliminano gli zombi, Aki e Denji si dirigono verso Sawatari e Samurai Sword. Aki combatte con Sawatari, che usa il Diavolo Serpente per rigurgitare il Diavolo Fantasma e rivoltarlo contro Aki. Quest’ultimo sconfigge però il diavolo lasciando andare la sua paura quando ricorda Himeno, permettendogli di avvicinarsi senza che reagisca, e gli taglia la testa. Sawatari tenta allora di uccidere Aki, ma viene catturata da Kobeni. Denji combatte Samurai Sword su un treno e lo sconfigge usando la lama di una motosega cresciuta nella sua gamba, per poi prenderlo a calci, insieme ad Aki, allo scroto, per vendicare le morti dei loro compagni. Il Diavolo Serpente uccide invece Sawatari prima che possa rivelare ulteriori informazioni sul Diavolo Pistola, mentre Makima rivela che il pezzo di carne ottenuto nella missione combinato con ciò che avevano prima permetterà loro di individuare la sua posizione, avendo cominciato a spostarsi verso il corpo originale del diavolo. Dopo essere uscito con Makima ed essersi ripromesso che nessun’altra donna potrà conquistarlo, Denji incontra e inizia una storia d'amore con una cameriera di nome Reze, che in realtà è una spia ibrida dell'Unione Sovietica, inviata per prendere il cuore del Diavolo Motosega. Ricambiando il suo affetto, gli propone di scappare insieme, cosa su cui Denji esita. |                                        | |
| 6  | Boom Boom Boom 「バン バン バン」 - Ban ban ban | 4 marzo 2020 ISBN 978-4-08-882224-2    | 12 agosto 2021 ISBN 978-88-287-6169-3                                                                                            |
| 6  | Capitoli - 44. Boom Boom Boom (バン バン バン?, Ban ban ban) - 45. Giornata ideale per le esplosioni (爆発日和?, Bakuhatsu biyori) - 46. Massacre Melody (皆殺しのメロディ?, Minagoroshi no Merodi) - 47. (S)fortuna con le donne (女運?, On'na un) - 48. Kaboom Kaboom Kaboom (ボンボンボン?, Bon bon bon) - 49. Squalo Hurricane (サメハリケーン?, Same Harikēnō) - 50. Sharknado (シャークネード?, Shākunēdo) - 51. Dark Diving (ダークダイビング?, Dākudaibingu) - 52. Delusione d'amore - Fiori - Motosega (失恋。花・チェンソー ?, Shitsuren. hana, chensō) |                                        | |
| 6  | Trama Dopo aver esitato, Denji afferma di avere dei dubbi sul voler fuggire con Reze, a causa del crescente riconoscimento nel suo lavoro e dei suoi sentimenti nei confronti dei suoi colleghi e di Makima. Risentita, Reze lo bacia e gli strappa la lingua, rivelando la sua vera natura di diavolo ibrido, con la particolare abilità di emettere esplosioni. La donna attacca la Quarta Divisione con l'aiuto del Diavolo Tifone. Con l'aiuto di Beam, il Majin Squalo, Denji riesce a sviluppare una nuova capacità di Motosega, ovvero di emettere della catene, riesce così ad uccidere il Diavolo Tifone e a sconfiggere Reze, ponendo fine alla sua furia e accettando la sua proposta. Prima che possa mantenere la promessa però, Reze viene catturata da Makima con l'aiuto del Diavolo Angelo, mentre Denji crede che lei lo abbia lasciato. La loro battaglia, tuttavia, rivela al mondo l'esistenza di Chainsaw Man. |                                        | |
| 7  | In sogno 「夢の中」 - Yume no naka | 4 giugno 2020 ISBN 978-4-08-882328-7   | 28 ottobre 2021 ISBN 978-88-287-6310-9                                                                                           |
| 7  | Capitoli - 53. In sogno (夢の中?, Yume no naka) - 54. Per andare a Enoshima (江の島にいくには?, Enoshima ni ikuni wa) - 55. Let's go (レッツゴー?, Rettsu gō) - 56. Una maledizione e una prima volta (呪いと初めて?, Noroi to hajimete) - 57. All'improvviso (突然?, Totsuzen) - 58. Yutaro Kurose (黒瀬ユウタロウ?, Kurose Yūtarō) - 59. A pezzi (めちゃくちゃ?, Mechakucha) - 60. Quanxi, le majin e il massacro dei 49 (クァンシと魔人達四十九人斬り?, Kwanshi to ma hitotachi yon-jū-kyū ningiri) - 61. News reporter (ニュースレポーター?, Nyūsu Repōtā) |                                        | |
| 7  | Trama Makima propone a Denji, Power e Aki di andare in gita a Enoshima, Denji è entusiasta ma poco dopo in TV viene mostrato un video di Chainsaw Man in cui viene trasmessa anche l'apprensione pubblica verso di lui. Viene così rivelato al mondo che Chainsaw Man si trova in Giappone e i più spietati sicari, provenienti da diversi paesi, arrivano per ucciderlo, tra cui tre fratelli dagli Stati Uniti, Tolka e la sua maestra dall'Unione Sovietica, la temutissima Quanxi con le sue Majin dalla Cina e il pericoloso Santa Claus. La gita a Enoshima viene quindi rimandata con grande disappunto di Denji, che viene messo sotto scorta. Gli agenti della pubblica sicurezza lo espongono in luoghi pubblici per attirare i sicari ed ucciderli ma, mentre mangiano in un ristorante, Denji viene punto per tre volte da un ago legato al Diavolo Maledizione dalla maestra di Tolka: se Denji dovesse esser punto una quarta volta la maledizione avrà effetto e morirà, ma la donna lascia questo ultimo compito al suo allievo Tolka. Contemporaneamente, i tre fratelli americani massacrano a colpi di pistola i tre agenti di Kyoto e il maggiore assume le sembianze di uno dei tre, avendo stretto un patto con il Diavolo Pelle, per poi raggiungere Kobeni e il Majin Violenza in modo tale da rintracciare Denji. Quest’ultimo e gli altri si imbattono nei tre ma Power si mette alla guida dell'auto di Kobeni, finendo per investire e uccidere proprio il sicario americano che aveva assunto le sembianze dell’agente di Kyoto. I due fratelli assistono scioccati alla scena, non potendo far nulla a causa delle loro sembianze mutate. Rifugiatisi in un vicolo, uno dei due viene ucciso da Yoshida mentre l’altro cambia nuovamente aspetto. Poco dopo Denji e la sua squadra vengono assediati da un esercito di bambole controllate dal sicario Santa Claus, il quale può tramutare chiunque in bambola dopo averlo semplicemente toccato. L'esercito viene però totalmente annientato dall'arrivo della cacciatrice Quanxi e delle sue Majin. Quanxi riesce a raggiungere facilmente Denji e a sconfiggere gli agenti di scorta, ma le Majin che la accompagnano vengono catturate da Kishibe, il quale propone un accordo a Quanxi, che si rivela essere la sua ex partner, dichiarando segretamente di voler uccidere Makima garantendo l'incolumità di Quanxi se lei collaborerà con lui. Quanxi tuttavia rifiuta la proposta e, approfittando dell’entrata del terzo sicario americano capace di cambiare aspetto, inizia lo scontro. |                                        | |
| 8  | Super macello 「ちょうめちゃくちゃ」 - Chō mechakucha | 4 agosto 2020 ISBN 978-4-08-882376-8   | 16 dicembre 2021 ISBN 978-88-287-6455-7                                                                                          |
| 8  | Capitoli - 62. Super macello (ちょうめちゃくちゃ?, Chō mechakucha) - 63. Viaggio all'Inferno (地獄旅行?, Jigoku ryokō) - 64. Welcome to Hell (ウェルカムトゥーザヘル?, Werukamu tū za heru) - 65. Il diavolo-tenebre (闇の悪魔?, Yami no akuma) - 66. Bau! (ワン！?, Wan!) - 67. Il primo devil hunter (最初のデビルハンター?, Saisho no Debiru Hantā) - 68. Dark Power (ダークパワー?, Dāku Pawā) - 69. Shining Power (シャイニングパワー?, Shainingu Pawā) - 70. Mietere (摘む?, Tsumu) |                                        | |
| 8  | Trama Quanxi affronta Kishibe e Yoshida, riuscendo a metterli fuori gioco entrambi, mentre Tolka riesce a colpire per la quarta volta Denji con il chiodo del Diavolo Maledizione che lo uccide momentaneamente. La sua maestra si avvicina e, toccandolo, lo trasforma in una bambola, rivelando di essere lei Santa Claus e non l’anziano mostrato in precedenza, il quale non è altro che un suo sottoposto chiamato per sacrificarsi al Diavolo Inferno per poter trasportare tutti i presenti nell'edificio proprio all'Inferno. Denji, la sua scorta, Aki, Power, Beam, il Diavolo Angelo, il Majin Violenza, Tolka, Quanxi e due delle sue Majin si ritrovano così all’Inferno dove le Majin di Quanxi e Power avvertono il terrore per la presenza di diavoli primordiali, detti “Trascendenti”. Da una delle infinite porte che sovrastano la sommità emerge così il Diavolo Tenebre, al quale Santa Claus offre il cuore del Diavolo Motosega in cambio di una parte del suo potere, che la donna desidera per poter accrescere la sua conoscenza del mondo. Il Diavolo Tenebre uccide così la maggior parte dei presenti, privandoli dapprima degli arti superiori, e si appresta a prendersi il cuore di Denji, prima che Makima, usando Prienz il Diavolo Ragno, riesca a raggiungere l'Inferno dove offre se stessa al Diavolo Inferno per trasportare tutti sulla Terra. Nel frattempo però Santa Claus, grazie al patto stretto con il Diavolo Tenebre, si tramuta in un essere mostruoso, assorbendo parti delle bambole che aveva generato, potendo rigenerarsi con una velocità istantanea e potendo ripartire il proprio dolore nelle innumerevoli bambole che ha creato. Una delle Majin di Quanxi raccoglie la testa mozzata della sua padrone e, prima di gettarla tra le bambole di Santa Claus, estrae una freccia dall’occhio bendato della donna. Quanxi rivela di essere anche lei un diavolo ibrido come Denji, potendo spostarsi a velocità elevatissime e potendo recare danni a causa della sua estrema velocità. Denji e Quanxi si alleano per fermare Santa Claus, ma, al sopraggiungere del buio, la donna aumenta il proprio potere grazie al patto stretto con il Diavolo Tenebre, ma Denji, sfruttando anche le catene che può rilasciare dal suo corpo, riesce alla fine a trascinare la donna verso di sé e a carbonizzarla. Mentre il corpo di Santa Claus continua a bruciare, una delle Majin di Quanxi, Cosmo (che era solo in grado di ripetere la parola “Halloween” all’infinito) usa il suo potere per esaudire il desiderio di Santa Claus di accrescere la sua conoscenza, essendo essa la Majin Cosmo che racchiude nella sua mente l’intera conoscenza dell’universo. Tuttavia, la sua si rivela una trappola che conduce alla follia e che porta Santa Claus a ripetere per sempre la parola “Halloween”. Makima, invece, arresta Quanxi e le sue Majin ancora in vita ma, nonostante Quanxi annulli le ostilità cercando di negoziare la libertà delle sue Majin, Makima la decapita senza pietà. |                                        | |
| 9  | Il bagno 「お風呂」 - Yoku | 4 novembre 2020 ISBN 978-4-08-882470-3 | 3 marzo 2022 ISBN 978-88-287-6481-6                                                                                              |
| 9  | Capitoli - 71. Il bagno (お風呂?, Ofuru) - 72. Tutti insieme (みんな一緒?, Min'na issho) - 73. Fine della quotidianità (日常の終わりに?, Nichijō no owari ni) - 74. Le parole delle onde (波の言う事?, Nami no iukoto) - 75. 12/9 (9,12?) - 76. Non devi aprire (開けちゃダメ?, Akecha dame) - 77. Ding Dong Ding Dong Ding Dong (チャイムチャイムチャイム?, Chaimu Chaimu Chaimu) - 78. Battaglia a palle di neve (ゆきがっせん?, Yuki gassen) - 79. Baseball (キャッチボール?, Kyatchi Bōru) |                                        | |
| 9  | Trama In seguito alla battaglia contro Santa Claus, la Pubblica Sicurezza organizza la spedizione contro il Diavolo Pistola ma Aki (che ha perso un braccio), avendo paura che i membri della quarta divisione, in particolare Denji e Power (quest’ultima ancora terrorizzata dal Diavolo Tenebre), possano morire, riesce ad ottenere l’esclusione della squadra dall’operazione. Tuttavia, durante l’incontro con Makima, la donna informa Aki che, nonostante la sua richiesta sia stata accettata, Denji e Power parteciperanno comunque alla spedizione perché le loro abilità sono eccezionali. Aki, allora, cambia idea e chiede a Makima di poter essere nuovamente coinvolto nell’operazione. Makima accetta e rivela così a tutti e tre che in realtà il Diavolo Pistola è stato già sconfitto e che i suoi pezzi di carne sono già in possesso delle principali potenze mondiali, tra cui America, Cina e Unione Sovietica, le quali si servono di esse per il commercio illegale di armi da fuoco. Aki resta sconvolto da questa rivelazione e, nel pomeriggio, mentre discute con Denji e Power, ha una visione mostrategli dal Diavolo Futuro, nella quale lui e Power verranno trucidati da Denji. In seguito, Aki si reca dal Diavolo Angelo, ancora convalescente per la perdita di entrambe le braccia, per informarlo che, ora che non è più utile alla Pubblica Sicurezza, potrebbe essere ucciso e per questo gli lascia una lettera di raccomandazione. Gli comunica anche di aver visto nel futuro la propria morte imminente, per cui Angelo gli consiglia di far visita a Makima per poter evitare questo scenario. Raggiunta la donna in riva al mare, Aki e Angelo sono colti alla sprovvista quando Makima li informa di non star aspettato loro e che, se Aki vuole salvare le vite di Denji e Power, dovrà fare un patto con lei. Angelo si ricorda improvvisamente del suo passato e del suo primo incontro con Makima, la quale lo costrinse a mostrarle il proprio potere di risucchiare la vita altrui, uccidendo cosi gli abitanti del suo villaggio. Riconoscendo in lei una minaccia, Angelo attacca Makima ma la donna obbliga anche lui a stringere un patto con lei. Makima si avvia quindi verso il mare in compagnia di Aki e del Diavolo Angelo mentre, oltre oceano, il Presidente degli Stati Uniti stringe un patto con il Diavolo Pistola offrendogli un anno della vita dei suoi cittadini per uccidere Makima, che è in realtà il Diavolo Dominio. Il Diavolo Pistola si avvia quindi al suo scontro con Makima, sterminando migliaia di persone lungo il suo tragitto, mentre la donna si lega ad Aki, al Diavolo Angelo e ai cadaveri di Sawatari, del Diavolo Ragno, e degli agenti di Kyoto Tendo e Kurose, per dominare i poteri dei diavoli con cui avevano stretto un patto e riversarli contro il Diavolo Pistola. Qualche minuto dopo, Denji e Power vengono svegliati dallo squillo del telefono e da qualcuno che bussa insistentemente alla porta: Denji risponde al telefono e Makima gli rivela che l'operazione contro il Diavolo Pistola è fallita e che Pistola, fuso con uno dei cadaveri, si è diretto proprio da lui. Power riconosce tuttavia l'odore di Aki e fugge con Nyako sotto consiglio di Denji, mentre lui si accinge ad aprire la porta, scoprendo che, effettivamente, il Diavolo Pistola si è fuso con il cadavere di Aki. Quest'ultimo ingaggia uno scontro con Denji, ferendo diverse persone del quartiere, ma proprio quest'ultime si uniscono per aiutare Denji offrendogli il proprio sangue, permettendogli di uccidere Aki, seppur con dolore. |                                        | |
| 10 | Cuore di cane 「犬の気持ち」 - Inu no kimochi | 4 gennaio 2021 ISBN 978-4-08-882527-4  | 14 aprile 2022 ISBN 978-88-287-6482-3                                                                                            |
| 10 | Capitoli - 80. Cuore di cane (犬の気持ち?, Inu no kimochi) - 81. Qua la zampa (おてて?, Otete) - 82. La prima colazione è importante (朝食はしっかり?, Chōshoku wa shikkari) - 83. Morte - Resurrezione - Chainsaw (死・復活・チェンソー?, Shi fukkatsu chensō) - 84. L'eroe dell'inferno (地獄のヒーロー?, Jigoku no Hīrō) - 85. Bloody Good Gut Feeling (超跳腸・胃胃肝血?, Chō cho chō īkan dji) - 86. Date Chainsaw (デートチェンソー?, Dēto chensō) - 87. Chainsaw Man VS le spaventose armi umane (チェンソーマン VS 恐怖の武器人間?, Chensō Man VS kyōfu no buki ningen) - 88. Star Chainsaw (スターチェンソー?, Sutā chensō) |                                        | |
| 10 | Trama Denji è depresso per la morte di Aki e viene confortato da Makima che lo invita a casa sua. Avendo ucciso il Diavolo Pistola, Denji può ora esprimere il suo desiderio a Makima ma il ragazzo vuole semplicemente diventare un suo cane, per non pensare più a nulla. Makima accetta di farlo diventare un suo cane e gli ordina di aprire la porta, dietro la quale si trova Power, obbligata da Makima a portare una torta per il compleanno di Denji. Quest’ultimo apre la porta e Makima uccide brutalmente Power, lasciando sotto shock Denji che si chiede se sia tutto un sogno. Makima gli ride in faccia e rivela che d’ora in poi il suo obiettivo sarà quello di distruggere tutto ciò che Denji potrebbe creare, come amicizie, una famiglia ecc. Il vero obiettivo di Makima è sempre stato quello di spezzare il patto tra Denji e Pochita basato sul far vedere a Pochita i sogni di Denji, dando al ragazzo tutto quello che voleva in modo tale da non farlo più sognare. In più, Makima ha scoperto che il padre di Denji non si è suicidato ma è stato Denji stesso ad ucciderlo. L’indomani l’appartamento di Makima è assediato da alcuni Devil Hunter guidati da Kishibe, i quali si sacrificano per stringere un patto con il Diavolo Inferno e portare Makima all’inferno. Makima però, essendo il Diavolo Dominio, comanda a Denji di aiutarla e il ragazzo si lancia nel combattimento con il Diavolo Inferno. Nel frattempo, Makima rivela a Kishibe la sua vera identità e della capacità di dominare qualsiasi cosa; il suo scopo è quello di riuscire a dominare Chainsaw Man per poter ricostruire un mondo migliore. Chainsaw Man ha infatti il potere di cancellare dalla storia tutto quello che divora ed è per questo che nessuno al mondo, ad eccezione di Makima, ha ricordi dell’Olocausto, della Seconda Guerra Mondiale o di virus come l’AIDS, perché Chainsaw Man li ha divorati. Chainsaw Man, che ha nel frattempo preso il controllo di Denji, trucida i diavoli che si trovano all’inferno e torna sulla Terra dove, avvertendo i desideri primordiali di Denji, si dirige a mangiare un hamburger in un ristorante fast food dove lavora Kobeni, uccide tutti tranne la ragazza per poi rapirla e uscirci insieme. Avvertendo la presenza di Makima, Chainsaw Man ingaggia uno scontro con la stessa e tutti i Diavoli Arma che la donna ha reclutato e dominato, tra cui Samurai Sword, Reze e Quanxi. Tuttavia, la potenzia di Chainsaw Man è superiore e il diavolo comincia a trucidare tutti i suoi avversari, compresa Makima stessa. |                                        | |
| 11 | Forza, Chainsaw Man! 「がんばれチェンソーマン」 - Ganbare Chensō Man | 4 marzo 2021 ISBN 978-4-08-882576-2    | 30 giugno 2022 ISBN 978-88-287-6483-0 (ed. regolare) ISBN 978-88-287-1615-0 (ed. limitata) ISBN 978-88-287-1613-6 (ed. limitata) |
| 11 | Capitoli - 89. Forza, Chainsaw Man (がんばれチェンソーマン?, Ganbare Chensō Man) - 90. Super Power (スーパーパワー?, Sūpā Pawā) - 91. Power, Power, Power (パワー、パワー、パワー?, Pawā, Pawā, Pawā) - 92. Vanilla Sky (バニラスカイ?, Banirasukai) - 93. Tu e i film di merda (君と糞映画?, Kimi to kuso eiga) - 94. Chainsaw Man contro le armi umane (チェンソーマン 対 武器人間ズ?, Chensōman tai buki ningen zu) - 95. Chainsaw Man VS diavolo-dominio (チェンソーマン VS 支配の悪魔?, Chensō Man VS shihai no akuma) - 96. È questo il sapore (このような味?, Kono yōna aji) - 97. I love Chainsaw (愛・ラブ・チェンソー?, Ai Rabu Chensō) |                                        | |
| 11 | Trama Dopo aver ucciso Makima per la ventiseiesima volta, Chainsaw Man è stremato e in più il crescente successo che la sua figura sta suscitando in tutto il mondo lo indebolisce dato che nessuno ha più paura di lui. Makima si appresta dunque a finirlo sfruttando l’abilità del Diavolo Angelo di creare armi con gli anni di vita delle persone ma Chainsaw Man subisce il colpo per difendere Kobeni. Al suo interno, però, Pochita riesce a spronare Power (che si trova nel sangue di Denji dopo che si era fatta succhiare il sangue dal ragazzo) ad aiutare Chainsaw Man divorando lo stesso Pochita. Chainsaw Man sputa così al di fuori Power in versione Diavolo Sangue, la quale riesce ad allontanare Chainsaw Man da Makima, riuscendo a ribellarsi a quest’ultima e a salvarlo all’interno di un cassonetto. Qui, Power informa Denji che anche se non si potranno più vedere, lei rinascerà come Diavolo Sangue all’inferno, per cui lo invita a cercarla e ritornare ad essere amici. Kishibe mette al sicuro sia Denji che Kobeni, ormai gli ultimi Devil Hunter rimasti, ma Denji, vedendo in televisione quanta gente ormai ama Chainsaw Man riacquista il coraggio di uccidere Makima. In seguito, mentre Makima arriva in compagnia dei Diavoli Arma, Denji, sotto le sembianze di Chainsaw Man la affronta ma la donna, indignata perché Chainsaw Man è diventato debolissimo, riesce tranquillamente a strappargli il cuore. Mentre gongola per aver raggiunto il suo obiettivo, Makima è però colta alla sprovvista quando Denji, con una motosega fatta del sangue di Power, trancia Makima riprendendosi il suo cuore. Il Diavolo Dominio non riesce a rigenerarsi per via del sangue di Power ma, seppur sorpreso per aver perso, non si da per vinto; Denji è consapevole di non poter uccidere Dominio per cui ha già deciso di diventare un tutt’uno con esso, perché in fondo a lui Makima piace ancora. Per questo, mentre si prepara la cena, si rivolge alla stessa Makima che si appresta a mangiare, avendo sminuzzando la sua stessa carne. Poco tempo dopo, mentre passeggia in compagnia dei cani di Makima, Denji incontra Kishibe, il quale gli rivela che il Diavolo Dominio, che fortunatamente non si è incarnato in Denji, si è però ripresentato sotto forma di una bambina di nome Nayuta che Kishibe vuole affidare a Denji affinché possa crescere in modo diverso da Makima, senza le sue aspirazioni distruttive. Denji accetta e porta Nayuta a casa; durante la notte, Pochita gli appare in sogno rivelandogli di aver scelto lui come portatore di Chainsaw Man (cosa che Makima non riusciva a spiegarsi) perché il suo più grande sogno è sempre stato quello di ricevere un abbraccio. Così mentre i due si congedano, Pochita chiede a Denji di poter avverare anche il desiderio del Diavolo Dominio, che è sempre stato quello di sentirsi al pari degli altri. Denji accetta e abbraccia Nayuta. Poco tempo dopo, comincia a circolare la voce che Chainsaw Man si sia iscritto a scuola. |                                        | |

## Seconda stagione
| Nº | Titolo italiano Giapponese 「Kanji」 - Rōmaji | Data di prima pubblicazione             | Data di prima pubblicazione                                                               |
| Nº | Titolo italiano Giapponese 「Kanji」 - Rōmaji | Giapponese                              | Italiano                                                                                  |
| 12 | Uccello e Guerra 「鳥と戦争」 - Tori to sensō | 4 ottobre 2022 ISBN 978-4-08-883271-5   | 20 aprile 2023 ISBN 978-88-287-4545-7 (ed. regolare) ISBN 978-88-287-4581-5 (ed. variant) |
| 12 | Capitoli - 98. Uccello e Guerra (鳥と戦争?, Tori to sensō) - 99. Due uccelli (2羽?, Ni-wa) - 100. Come camminare senza scarpe (裸足の歩き方?, Hadashi no arukikata) - 101. Afterschool Devil Hunter (放課後デビルハンター?, Hōkago Debiru Hantā) - 102. Save the cat (セーブザキャット?, Sēbu Za Kyatto) - 103. Denji dream (デンジドリーム?, Denji Dorīmu) |                                         |                                                                                           |
| 12 | Trama Dopo aver ucciso accidentalmente il Diavolo Pollo mascotte della sua classe, Asa, già derisa e isolata dai suoi compagni di scuola, viene attaccata e uccisa dal Diavolo Giustizia, che ha stretto un patto con la sua rappresentante di classe. In punto di morte, un diavolo offre ad Asa la vita se cederà ad esso il suo corpo: Asa resuscita così sotto le sembianze del Diavolo Guerra, un diavolo molto potente con la capacità di plasmare delle armi con tutto ciò che possiede, così riesce ad uccidere il Diavolo Giustizia dopo aver estratto una spada dal midollo spinale del professore di Asa. Al suo risveglio, Asa scopre che il Diavolo Guerra ha assunto le sue sembianze perché ha preso il controllo di metà del suo cervello per cui adesso entrambi condividono il corpo di Asa. Il Diavolo Guerra rivela che il suo obiettivo è quello di uccidere Chainsaw Man, che frequenta lo stesso istituto di Asa, per cui costringe la ragazza ad entrare a far parte del club dei Devil Hunter. Asa conosce così Yuko, con la quale comincia a stringere una solida amicizia; il Diavolo Guerra però vorrebbe che Asa uccidesse Yuko per farne un’arma potente ma la ragazza si oppone. Il giorno seguente, dopo averle restituito le scarpe che le aveva prestato, Asa e Yuko decidono di andare a caccia di diavoli dopo scuola e si ritrovano alle prese con un Diavolo Pipistrello che si sta cibando di alcuni civili. Il Diavolo Guerra informa Asa che quando lei è spaventata non è in grado di assumere il controllo del suo corpo per cui lei e Yuko sono costrette a fuggire: Yuko si ferisce e il Diavolo Guerra invita Asa ad ucciderla ma la ragazza, presa dal ricordo in cui perse la madre a causa di un diavolo, decide di salvare l’amica. Contemporaneamente alla sua fuga, il Diavolo Pipistrello che le stava inseguendo viene ucciso a causa dello scontro tra un Diavolo Scarafaggio e Chainsaw Man. In seguito a tale scontro, la gente, entusiasta dell’ennesima apparizione di Chainsaw Man, viene intervistata da un’emittente televisiva. Tra gli intervistati appare Denji, entusiasta del clamore per Chainsaw Man, che viene però fermato da Yoshida, uno dei Devil Hunter che aveva aiutato Denji nella lotta contro i sicari e Santa Claus, il quale si è iscritto nel suo stesso istituto per tenerlo sotto sorveglianza ed evitare che si scopra chi è Chainsaw Man. Denji però gli rivela che il suo obiettivo è proprio l’esatto contrario: vuole che tutti sappiano che lui è Chainsaw Man così da poter conquistare tutte le ragazze. |                                         |                                                                                           |
| 13 | Spoiler 「ネタバレ」 - Netabare | 4 gennaio 2023 ISBN 978-4-08-883316-3   | 13 luglio 2023 ISBN 978-88-287-5468-8                                                     |
| 13 | Capitoli - 104. Spoiler (ネタバレ?, Netabare) - 105. Incandescente (灼熱?, Shakunetsu) - 106. Falò (焚火?, Takibi) - 107. L'assaltatrice della scuola (学校の襲撃者?, Gakkō no shūgekisha) - 108. La cosa preziosa di Asa (アサの大切なもの?, Asa no taisetsu na mono) - 109. Un modo semplice di eliminare il bullismo (簡単なイジメのなくしかた?, Kantan na ijime no nakushi kata) - 110. Un campanello nella notte (夜のチャイム?, Yoru no chaimu) - 111. Ah ah ah ah ah! (アハハハハ?) - 112. Tra un gatto e un criminale (猫と犯罪者の間?, Neko to hanzaisha no aida) |                                         |                                                                                           |
| 13 | Trama Il Diavolo Guerra, che ha assunto il nome di Yoru, è furioso per essere stato salvato da Chainsaw Man mentre Denji vorrebbe rivelare la sua identità per conquistare una ragazza. Yoshida lo fa desistere offrendogli dei soldi e facendogli conoscere Asa: quest’ultima però non sopporta Chainsaw Man e indispettisce Denji a tal punto da fargli confessare di essere lui l’umano che si può tramutare nel Diavolo Motosega. Asa però non gli crede e, nonostante il parere contrario di Yoru, si reca a casa di Yuko per fare una visita all’amica rimasta ferita nello scontro del giorno precedente. Il legame tra le due ragazze si rafforza a tal punto che Yuko vorrebbe che le due si raccontassero dei segreti mai confessati ma Asa si raggela quando Yuko confessa di aver ucciso il suo vicino e di aver stretto un patto con il Diavolo Giustizia perché vuole vendicarsi delle bulle di Asa, oltre a rivelare di essere a conoscenza che Asa sta dividendo il proprio corpo con il Diavolo Guerra. Quest’ultima, di ritorno a casa, spaventata all’idea che Yuko potrebbe commettere una strage, decide di fermarla con l’appoggio di Yoru, che invece vorrebbe ucciderla solo perché la ragazza è al corrente della sua esistenza. Il giorno seguente, Yuko attacca la scuola e si scontra con Yoru ma quest’ultimo decide di restituire il corpo ad Asa contro la quale Yuko sicuramente non si batterà. Asa riesce così ad utilizzare il potere del Diavolo Guerra per plasmare una spada dalla sua uniforme scolastica e, senza neanche toccare Yuko, riesce a farla a pezzi a causa dell’eccessiva potenza dell’arma poiché l’uniforme era stata realizzata da sua madre (infatti più un oggetto è caro, più l’arma che se ne origina sarà forte). Nonostante abbia sconfitto Yuko, Asa non vuole che l’amica muoia per cui si fa aiutare da una ragazza che la definisce “sua sorellina”. Mentre gli studenti evacuano dalla scuola, Yuko emerge più grande di prima ma viene attaccata da Chainsaw Man che riesce ad abbatterla; nel frattempo, Asa rinviene ma Yoru assume il controllo del suo corpo per uccidere Denji, preso dal rivelare la sua identità alla ragazza che ha salvato, che però viene salvato da Yoshida. Durante la notte, Asa riceve la visita di Yuko, ricercata, che ormai è diventata una majin (belva), la quale le rivela che il suo obiettivo non era quello di punire i bulli di Asa ma di ricevere lo stesso clamore di Chainsaw Man del quale è invidiosa. Asa le restituisce le scarpe che Yuko le aveva prestato e si fa ripromettere che tornerà dopo essere tornata umana. Yuko si allontana ma mentre si ferma a guardare gli uccelli in volo, viene decapitata da quello che sembra essere Chainsaw Man. Il giorno seguente, Asa riceve la visita del club scolastico dei Devil Hunter e del suo presidente che l’accoglie a far parte del club, vista la sua partecipazione nella battaglia contro Yuko e il Diavolo Giustizia. Il presidente del club si scopre anche il petto, sul quale presenta il cavo d’avviamento di una motosega, e afferma di essere Chainsaw Man. Asa confessa a Yoru di aver deciso di uccidere una persona per creare un’arma potente con la quale sconfiggere Chainsaw Man e, dopo un’attenta osservazione, conclude che il soggetto perfetto è proprio Denji. Così si avvicina e lo invita ad uscire con lei. |                                         |                                                                                           |
| 14 | Voglio vedere i pinguini! 「ペンギンが見たい！」 - Pengin ga mitai! | 4 aprile 2023 ISBN 978-4-08-883464-1    | 12 ottobre 2023 ISBN 978-88-287-7145-6                                                    |
| 14 | Capitoli - 113. Voglio vedere i pinguini! (ペンギンが見たい！?, Pengin ga mitai!) - 114. Endless aquarium (エンドレス水族館?, Endoresu suizokukan) - 115. Gli studenti delle superiori di oggi (今時の高校生?, Imadoki no kōkōsei) - 116. Il sapore delle stelle marine (ヒトデの味?, Hitode no aji) - 117. Pinguino e arma (ペンギンと武器?, Pengin to buki) - 118. Saluto di commiato (別れの挨拶?, Wakare no aisatsu) - 119. Ladra (泥棒?, Dorobō) - 120. Triangle (トライアングル?, Toraianguru) - 121. Eudemonismo (幸福論?, Kōfukuron) - 122. La grande profezia (大予言?, Daiyogen) |                                         |                                                                                           |
| 14 | Trama Asa decide di portare Denji all’acquario ma i due si scontrano perché Denji vorrebbe vedere i pinguini mentre Asa ha già studiato un piano per visitare la struttura, ma con le sue spiegazioni annoia terribilmente sia Denji che Yoru. In un momento di solitudine, Asa viene raggiunta dalla ragazza che l’aveva definita “sua sorellina” la quale si presenta come Fami, rivelando di essere il Diavolo Fame e che è la sorella maggiore del Diavolo Guerra: visto che l’obiettivo di Asa è quello di tramutare Denji in un’arma, Fami decide di rinchiudere lei e Denji all’interno dell’acquario (secondo lo stesso metodo utilizzato dal Diavolo Eternità) costringendola a fare i conti con la fame fino a quando non ucciderà Denji. Intrappolati all’interno dell’acquario, Asa e Denji scoprono di essere in compagnia del club dei Devil Hunter della loro scuola e di Yoshida; mentre Denji si preoccupa di raccogliere i soldi lasciati in giro per l’acquario, Asa vuole rendersi utile utilizzando il suo telefono cellulare ma, nel tentativo di sollevarsi sulle punte dei piedi, cade e il telefono si rompe, provocando lo sdegno degli altri. Mentre il tempo scorre inesorabile e la fame aumenta, Asa scopre che il presidente del club non è il vero Chainsaw Man ma solo un suo fan molto accanito. Denji, visto il disgusto che Asa prova per i pesci, prova a cucinare delle stelle marine e, durante il pasto, Asa ha un’idea su come evadere dall’acquario: dopo aver raccolto molti soldi con l’aiuto di Denji, finge di comprare l’acquario che, essendo di suo possesso, può tramutare in un’arma. Mentre Denji è da solo in un angolo, ignorando quello che Asa sta facendo, viene incredibilmente raggiunto da un pinguino: si rende conto che l’acquario è esploso e che Asa sta combattendo contro il Diavolo Fame grazie ad una lancia realizzata con l’acquario. Fami, dopo essere stata sconfitta da Yoru, si ritira mentre Denji decide di uscire nuovamente con Asa. I due decidono di vedere un film a casa di Denji ma il ragazzo è preoccupato per la reazione di Nayuta, il nuovo Diavolo Dominio. Quest’ultima, di ritorno dalla passeggiata con i cani, coglie in flagrante Denji e Asa (in realtà Yoru, che ha assunto il controllo del corpo per amoreggiare con Denji) e tramuta la ragazza in un cane. Denji le chiede di farla tornare umana ma Nayuta accetta a condizione che Denji non la frequenti più, per cui cancella ad Asa la memoria, facendole credere che Denji l’abbia respinta. Asa viene così raggiunta da Yoshida che chiede alla ragazza di non frequentare più Denji. Di ritorno a casa, però, la ragazza, mentre medita sul perché non riesca a legare con le persone, viene sconvolta dalla presenza di un cadavere di una persona evidentemente precipitata dall’alto. Nel frattempo, Yoshida cena in compagnia di Fami alla quale intende fare delle domande riguardo la “Profezia di Nostradamus” secondo la quale nel luglio del 1999 il grande Re Demone scenderebbe sulla Terra decretando la fine dell’umanità. Fami sembra confermare questa profezia, lasciando intendere che un diavolo potentissimo, incarnazione di una paura atavica, si sia appena manifestato sulla Terra. Nello stesso momento, Asa osserva le persone di un palazzo che si gettano dai balconi.                                                 |                                         |                                                                                           |
| 15 | Antipasto 「前菜」 - Zensai | 4 agosto 2023 ISBN 978-4-08-883598-3    | 18 gennaio 2024 ISBN 978-88-287-7798-4                                                    |
| 15 | Capitoli - 123. Antipasto (前菜?, Zensai) - 124. Potage (スープ?, Sūpu) - 125. Furto di mele (林檎万引き犯?, Ringo manbiki-han) - 126. Lotta spiaccicosa (ぐちゃぐちゃファイト?, Guchagucha Faito) - 127. Save the Asa (セーブザアサ?, Sēbu za Asa) - 128. Portata principale (メインディッシュ?, Mein Disshu) - 129. Salvami, Chainsaw Man (助けてチェンソーマン?, Tasukete Chensō Man) - 130. Kill Building (斬るビル?, Kiru Biru) - 131. Il sapore della merda (糞の味?, Kuso no aji) - 132. In custodia (保護?, Hogo) - 133. Corteo anti-Chainsaw Man (チェンソーマンデモ?, Chensō Man demo) |                                         |                                                                                           |
| 16 | Una felicità normale 「普通の幸せ」 - Futsū no shiawase | 4 dicembre 2023 ISBN 978-4-08-883701-7  | 9 maggio 2024 ISBN 978-88-287-8732-7                                                      |
| 16 | Capitoli - 134. Una felicità normale (普通の幸せ?, Futsū no shiawase) - 135. Sentimental Drive (センチメンタルドライブ?, Senchimentaru Doraibu) - 136. Giorni normali (普通の日々?, Futsū no hibi) - 137. Mciù mciù lovely palp palp horny horny (チューチューラブリームニムニムラムラ?, Chū Chū Raburī Muni Muni Mura Mura) - 138. Sword Man (ソードマン?, Sōdoman) - 139. Come si sente una sedia (イスの気持ち?, Isu no kimochi) - 140. Bilancia (天秤?, Tenbin) - 141. Vita normale plus (普通の人生プルス?, Futsū no jinsei Purusu) - 142. Denji Fan Club (デンジファンクラブ?, Denji Fan Kurabu) - 143. Roar (がおー?, Gaō) |                                         |                                                                                           |
| 17 | Pistola - Chiodo - Katana 「銃・釘・刀」 - Jū kugi katana | 4 aprile 2024 ISBN 978-4-08-884035-2    | 19 settembre 2024 ISBN 978-88-287-9778-4                                                  |
| 17 | Capitoli - 144. Pistola - Chiodo - Katana (銃・釘・刀?, Jū kugi katana) - 145. Kumbaya (クンバヤ?, Kunbaya) - 146. Chainsaw Man War (チェンソーマン戦争?, Chensō Man sensō) - 147. Cremazione (火葬?, Kasō) - 148. Spada Appartamento 606 (606号室剣?, 606-gōshitsu ken) - 149. La scelta del diavolo (悪魔の選択?, Akuma no sentaku) - 150. Dopo il sogno (夢の次?, Yume no tsugi) - 151. Chainsaw Man è tornato (帰ってきたチェンソーマン?, Kaettekita Chensō Man) - 152. Massaggio (マッサージ?, Massāji) - 153. Chainsaw Man Hunter (チェンソーマンハンター?, Chensō Man Hantā) |                                         |                                                                                           |
| 18 | Tutti animaletti 「みんなペット」 - Minna Petto | 2 agosto 2024 ISBN 978-4-08-884155-7    | 12 dicembre 2024 ISBN 979-12-21904-68-0                                                   |
| 18 | Capitoli - 154. Tutti animaletti (みんなペット?, Minna Petto) - 155. La me stessa di prima (前の私?, Mae no watashi) - 156. Flap flap flap Vrrr A pezzi (ババババヴヴヴヴバラバラ?, Ba Ba Ba Ba Vu Vu Vu Vu Barabara) - 157. Fondi per l'università (進学資金?, Shingaku shikin) - 158. Ghigliottino Gyohniii (ギョニーギロチン?, Gyonī Girochin) - 159. Attack on Samurai (アタックオンサムライ?, Atakku on Samurai) - 160. In che direzione batte il cuore (心臓の動く向き?, Shinzō no ugoku muki) - 161. Chainsaw Man Puzzle (チェンソーマンパズル?, Chensō Man Pazuru) - 162. Spaventoso (恐ろしい奴?, Osoroshii yatsu) - 163. Dream Balls (夢のタマキン?, Yume no tamakin) - 164. I resti del rogo (焼け跡?, Yakeato) |                                         |                                                                                           |
| 19 | La solita vista 「いつもの風景」 - Itsumo no fūkei | 4 dicembre 2024 ISBN 978-4-08-884313-1  | 10 aprile 2025 ISBN 979-12-21915-39-6                                                     |
| 19 | Capitoli - 165. La solita vista (いつもの風景?, Itsumo no fūkei) - 166. Pioggia - Soapland - Amputazione (雨・ソープ・切断?, Ame sōpu setsudan) - 167. Super bacio (超チュー?, Chō chū) - 168. Bacio - Amore - Sperma (キス・好き・スペルマ?, Kisu suki Superuma) - 169. Mani e adattamento (手と適応?, Te to tekiō) - 170. Come si mangia il sushi (寿司の食べ方?, Sushi no tabekata) - 171. Sezione Speciale Cinque (特異5課?, Tokui goka) - 172. Vrr! Boom! Chomp! (ヴヴン！ ドオン！ ガブ！?, Vuvun! Dōn! Gabu!) - 173. Si riesce a sentire un pochino (少し聞こえてる?, Sukoshi kikoeteru) - 174. Ehiii, Vecchiaia (おーい老い?, Ōi oi) - 175. Entrambe le mani (両の手?, Ryō no te) |                                         |                                                                                           |
| 20 | 「二子」 - Nishi | 4 aprile 2025 ISBN 978-4-08-884471-8    | 11 settembre 2025 ISBN 979-12-21925-88-3                                                  |
| 20 | Capitoli (traduzioni letterali dei titoli) - 176. Due bambini (二子?, Nishi) - 177. Dito a scatto (人差し指?, Hitosashiyubi) - 178. Dea delle armi (銃の女神?, Jū no megami) - 179. Vamvagah (ヴァンヴァガ?, Vanvaga) - 180. Il mondo dell'invecchiamento (老いの世界?, Oi no sekai) - 181. Un albero interessante (気になる木?, Ki ni naru ki) - 182. Un bel viso (可愛い顔?, Kawaii kao) - 183. Vomito, testa, pervertito (ゲロ・顔・エロ?, Gero kao ero) - 184. Corri, Denji (走れデンジ?, Hashire Denji) - 185. Lo stomaco in un altro mondo (胃は異世界?, I wa isekai) - 186. Yank, Blorsh, Bdroom (ギュッ・ボッ・ヴヴン?, Gyu bo vuvun) |                                         |                                                                                           |
| 21 | 「ゲロれ！」 - Gerore! | 4 luglio 2025 ISBN 978-4-08-884593-7    | —                                                                                         |
| 21 | Capitoli (traduzioni letterali dei titoli) - 187. Vomito! (ゲロれ！?, Gerore!) - 188. Polpo, guerra, motosega (蛸・ウォー・チェンソー?, Tako Wō Chensō) - 189. Heart Pass, Octopus (ハートパス・オクトパス?, Hāto Pasu Okutopasu) - 190. Ai loro rispettivi mondi (元の世界へ?, Moto no sekai e) - 191. Perché sono un diavolo (だって悪魔だから?, Datte akuma dakara) - 192. Come giocano i diavoli (悪魔の遊び方?, Akuma no asobikata) - 193. Burning Kiss (バーニングKISS?, Bāningu Kisu) - 194. Festa scolastica divertente (楽しみ文化祭?, Tanoshimi bunkasai) - 195. Uccidi le lacrime (キルミー涙?, Kiru Mī namida) - 196. Chainsaw Man al salvataggio! (やってきた！ チェンソーマン！?, Yattekita! Chensō Man!) - 197. 3 secondi (3秒?, San-byō) - 198. Sono Fami! (キガちゃんデス！?, Kiga-chan desu!) |                                         |                                                                                           |
| 22 | | 4 settembre 2025 ISBN 978-4-08-884669-9 | —                                                                                         |

## Capitoli non ancora in formatotankōbon
I seguenti capitoli sono apparsi su Shōnen Jump+ in Giappone e su Manga Plus ma non sono ancora stati pubblicati in formato tankōbon.
Questa lista è suscettibile di variazioni e potrebbe essere incompleta o non aggiornata.

- 199. Buon appetito (おいしく食べよう?, Oishiku tabeyō)
- 200. Coppia tossica (有害な二人?, Yūgai na futari)
- 201. Il terrore è così! (恐怖ってのはこう！?, Kyōfu tte no wa kō!)
- 202. La combinazione del diavolo (悪魔合体?, Akuma gattai)
- 203. Scudo umano (人シールド?, Hito Shīrudo)
- 204. Con una vita (一人の命で?, Hitori no inochi de)
- 205. Chi? (誰？?, Dare?)
- 206. Petto, donna, scuse (胸・女・謝罪?, Mune onna shazai)
- 207. Budda Budda Budda Budda! (バババババババババ！?, Bababababababababa!)
- 208. Ho cambiato idea (やっぱイヤ?, Yappa iya)
- 209. Arma terrificante (恐ろしい兵器?, Osoroshī heiki)
- 210. Peace (ピース?, Pīsu)
- 211. Guerra, mutandine, motosega (戦争・パンツ・チェンソー?, Sensō Pantsu Chensō)